# Asilus mellipes
Asilus mellipes là một loài ruồi trong họ Asilidae. Asilus mellipes được Wiedemann miêu tả năm 1828. Loài này phân bố ở vùng Tân nhiệt đới.